# Mettlen TG
| TG ist das Kürzel für den Kanton Thurgau in der Schweiz. Es wird verwendet, um Verwechslungen mit anderen Einträgen des Namens Mettlen zu vermeiden. |

Mettlen ist eine ehemalige Ortsgemeinde und eine Ortschaft in der Gemeinde Bussnang im Bezirk Weinfelden des Kantons Thurgau in der Schweiz.
Von 1803 bis 1995 war Mettlen eine selbstständige Ortsgemeinde, die zur Munizipalgemeinde Bussnang gehörte. Im Zuge der Thurgauer Gemeindereform schloss sich Mettlen 1996 der politischen Gemeinde Bussnang an.

## Geographie
Mettlen liegt an der stark befahrenen Strasse Konstanz–Bürglen–Wil (SG) an der südlichen Abdachung der Thur in einem Talkessel, wo sich der Iitobelbach und der Waldibach zum Furtbach vereinen. Das Dorf umschliesst neben der Hauptsiedlung auch die Höfe Waldi, Altegg und Itobel.

## Geschichte

Mettlen im Jahr 1950

Mettlen wurde 844 oder 845 erstmals als Mittalono urkundlich erwähnt. Im Frühmittelalter war das Kloster St. Gallen in Mettlen begütert. 1155 überliess Eberhard von Mettlen dem Domkapitel Konstanz seine Güter. Die Vogtei über Mettlen kam 1221 von den Toggenburgern an die Freiherren von Bürglen. Bis 1798 teilte Mettlen nun das Schicksal der Herrschaft Bürglen. Das Niedergericht Mettlen umfasste unter anderem Mettlen, Oberbussnang, Reuti, Wertbühl, Puppikon sowie teilweise Weingarten und Waldi. Das Ammannamt war lange Zeit in der Hand der Familie Eberhard.
Kirchlich gehörte Mettlen zu Wertbühl. Die Reformierten gingen ab 1529 nach Bussnang zur Kirche, bevor sie 1834 der Kirche Schönholzerswilen zugeteilt wurden.
Korn- und Weinbau dominierten, im 19. Jahrhundert erfolgte der Übergang zur Vieh- und Milchwirtschaft. Die Tongrube westlich des Dorfs wurde jahrzehntelang von der Ziegelei Istighofen ausgebeutet. 1870 bis 1920 arbeiteten viele Handsticker im Dorf, 1903 liess sich eine Schifflistickerei nieder. Die Esge AG im Gebäude der ehemaligen Schuhfabrik produziert seit 1963 mit Erfolg elektrische Geräte (Bamix).

## Wappen

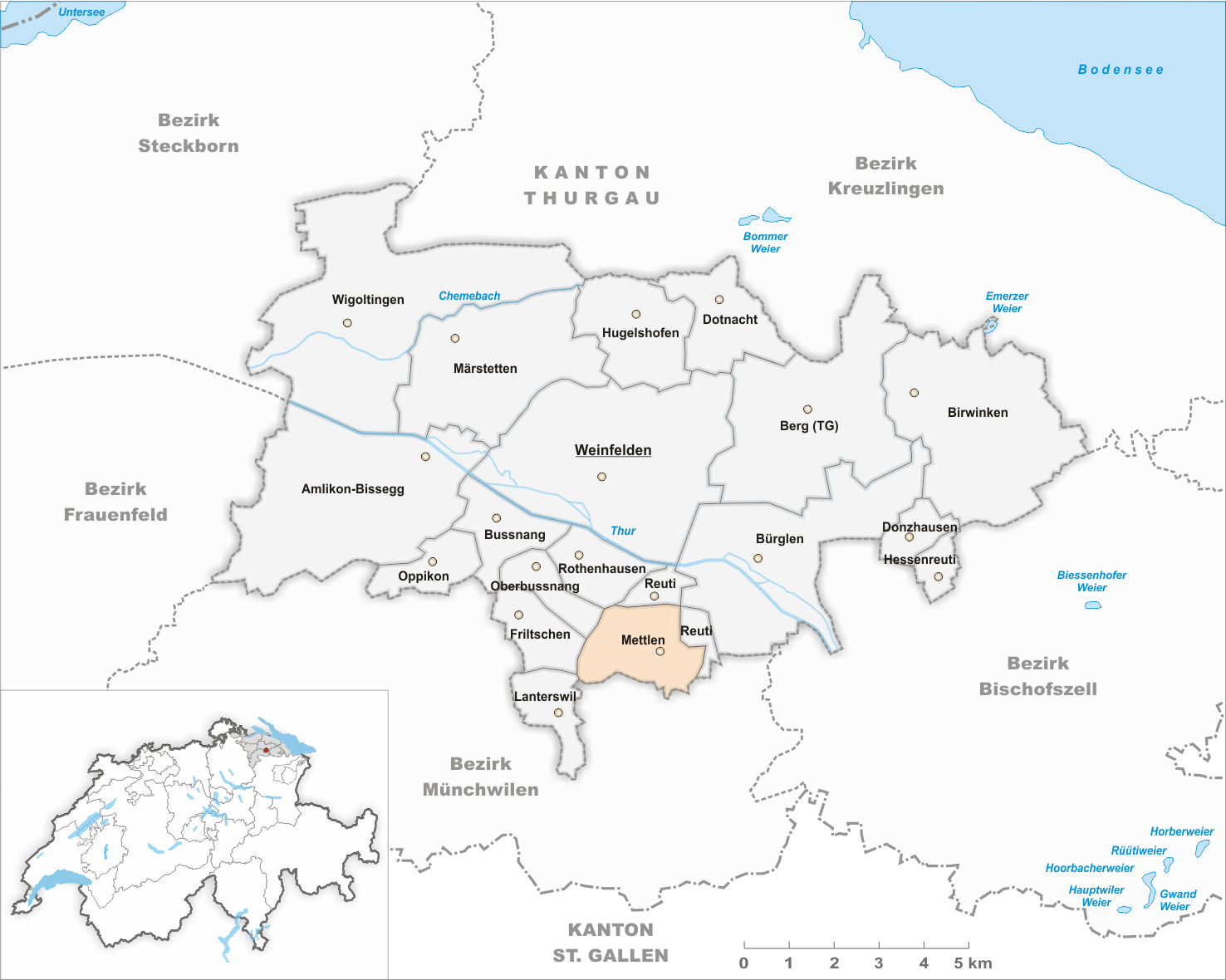
Gemeindestand vor der Fusion im Jahr 1995

Blasonierung: Von Weiss und Schwarz gespalten, belegt mit einem schreitenden rot-weiss gespaltenen Hirsch.
Der Hirsch ist das Wappentier der Herren von Mettlen. Die weiss-roten Farben erinnern an den bischöflichen Hof von Konstanz, Weiss und Schwarz sind die Farben der Stadt St. Gallen, der Besitzerin der Herrschaft Bürglen.

## Bevölkerung
| Jahr         | 1850  | 1900  | 1950  | 1970  | 1990  | 2000  | 2010  | 2018  | 2023   |
| Ortsgemeinde | 366   | 390   | 359   | 264   | 329   |       |       |       |        |
| Ortschaft    |       |       |       |       |       | 350   | 368   | 535   | 545    |
| Quelle       | [ 4 ] | [ 4 ] | [ 4 ] | [ 4 ] | [ 4 ] | [ 8 ] | [ 9 ] | [ 2 ] | [ 10 ] |

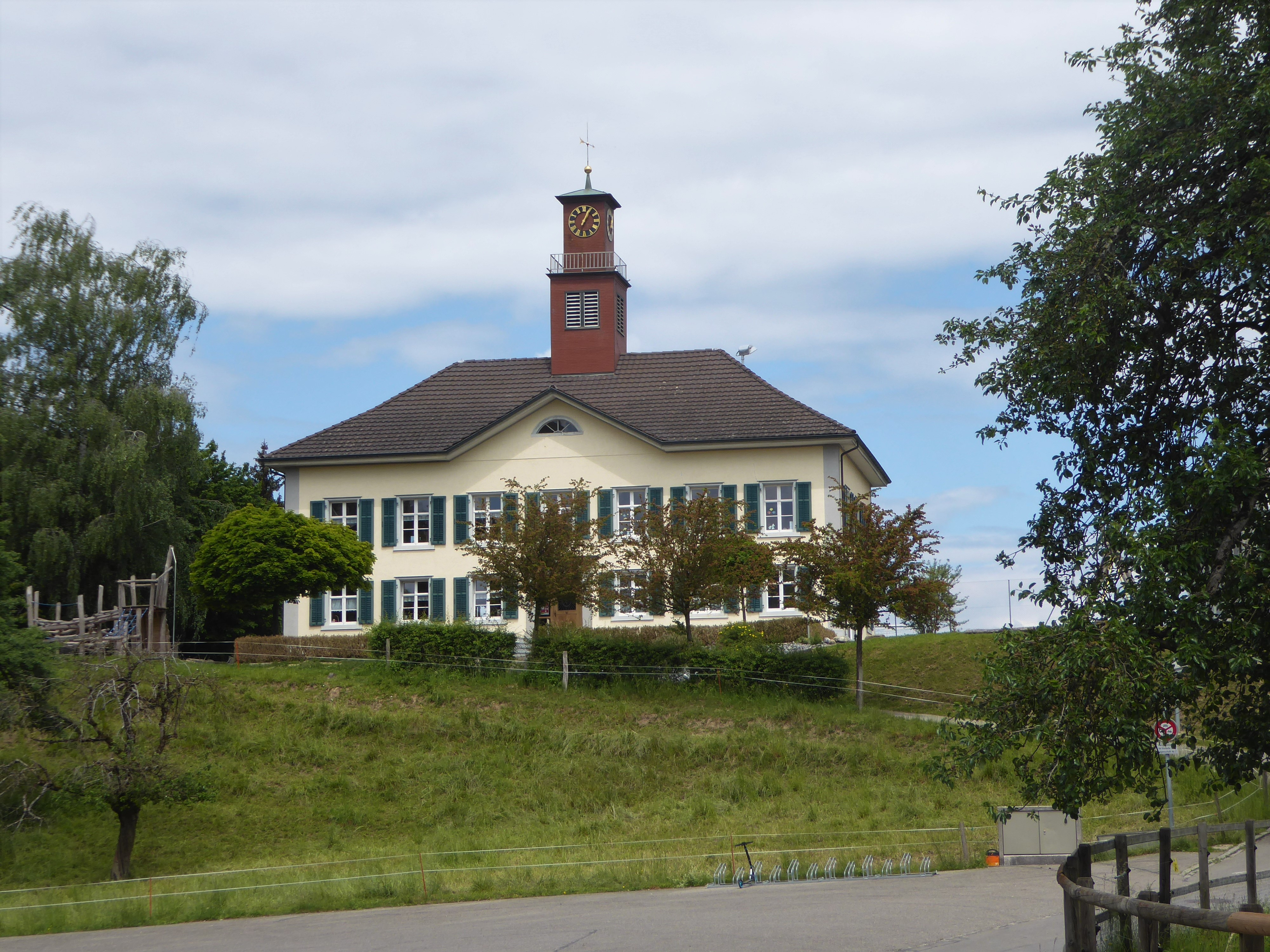
Schulhaus

Von den insgesamt 545 Einwohnern der Ortschaft Mettlen am 31. Dezember 2023 waren 100 bzw. 18,3 % ausländische Staatsbürger. 165 (30,3 %) waren evangelisch-reformiert und 195 (35,8 %) römisch-katholisch.

## Schulen
Mettlen gehört zur Volksschulgemeinde Nollen. In Mettlen besteht ein Kindergarten. Die Primarschule und die Oberstufe werden in Schönholzerswilen besucht.

## Sehenswürdigkeiten

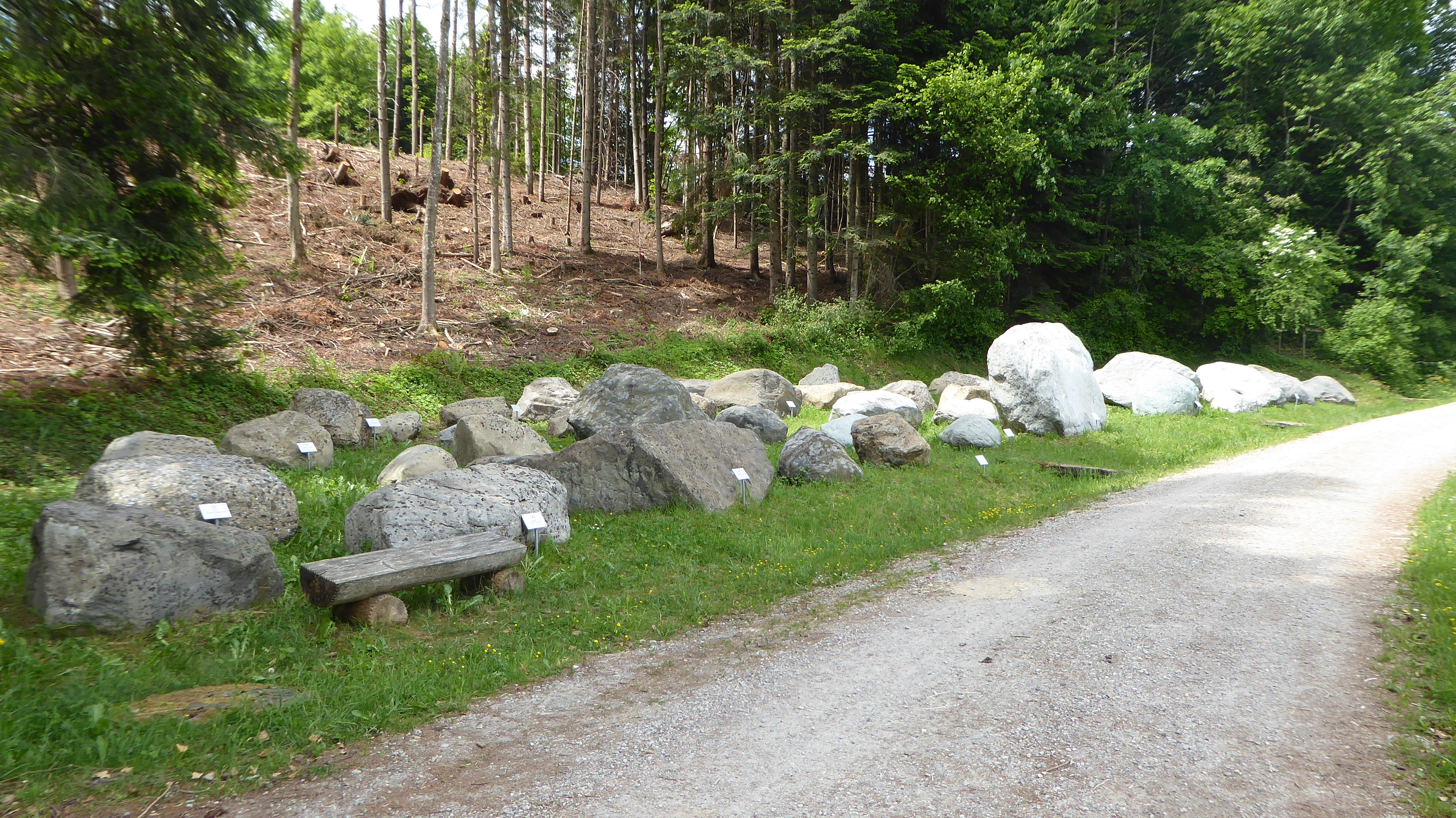
Steingarten bei Mettlen

Ein Steingarten mit 67 Findlingen aus einer Mettler Kiesgrube dokumentiert den eiszeitlichen Gletschertransport von Gesteinen aus dem Schweizer Gebirgsmassiv.  Der Steingarten befindet sich auf dem Rundgang des Waldlehrpfades. Die historische Schmiede besteht seit 2016 nicht mehr.

### Dorfmuseum

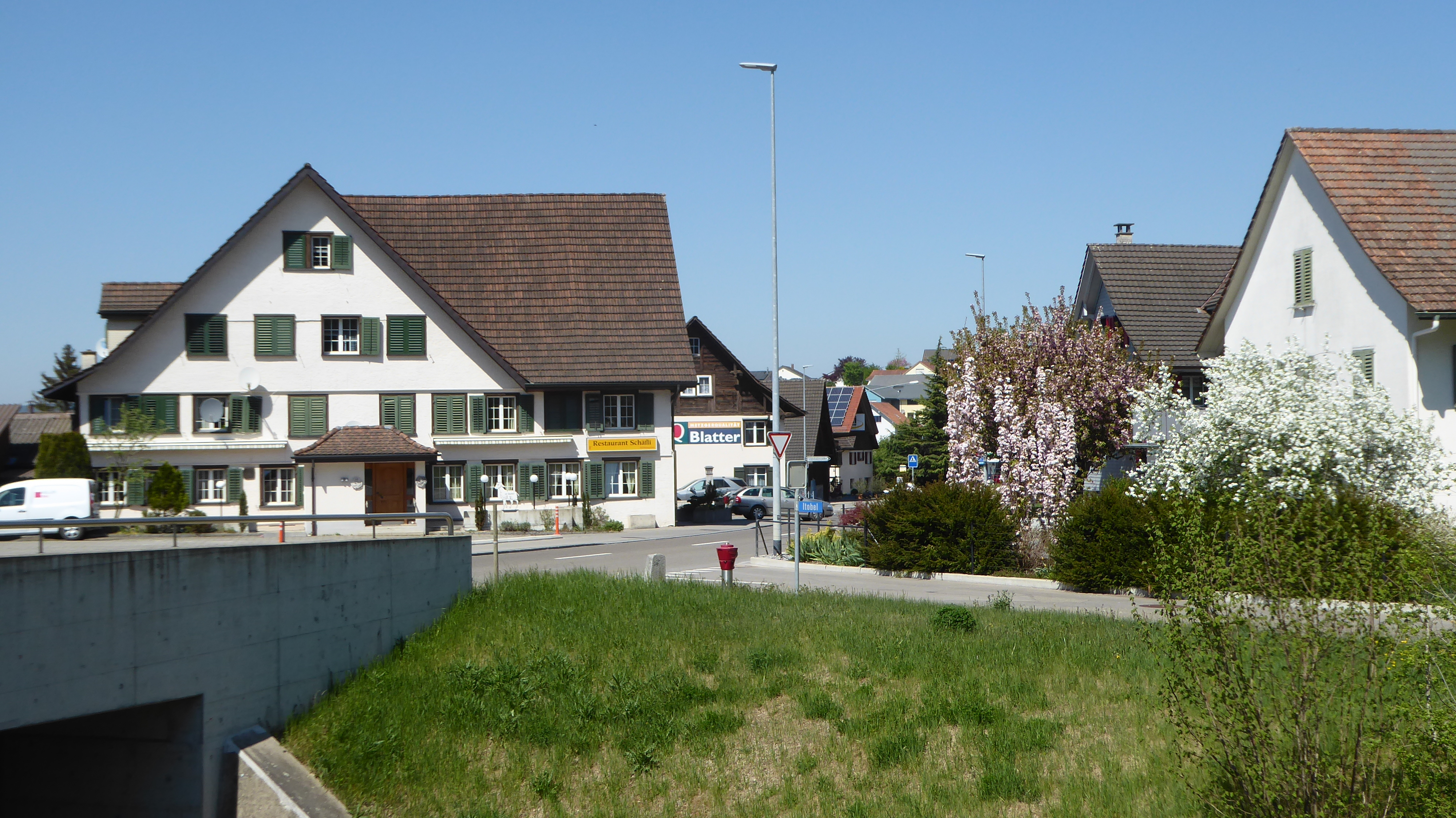
Restaurant «Schäfli»

Das im Jahr 1991 eröffnete Ortsmuseum Mettlen befindet sich im Untergeschoss der Firma Esge und vermittelt einen Einblick in das Dorfleben und Handwerk eines typischen thurgauischen Dorfes um das Jahr 1900. Es zeigt eine Dorfschule, die damaligen Berufe des Gewerbes, einen Krämerladen, die wenigen erhalten gebliebenen Zeugnisse der Textilindustrie und vermittelt einen Einblick in die Land- und Forstwirtschaft sowie die Stromversorgung der damaligen Zeit. Diverse Fotografien zeugen vom regen Dorfleben in Mettlen.

## Kunsthandwerk
In Mettlen befinden sich das Atelier Yvodom sowie ein Steinbildhauer-Atelier im Dorfzentrum.